# Синёво (Ленинградская область)
Синёво (до 1948 года Няпинлахти, фин. Näpinlahti) — посёлок в Ларионовском сельском поселении Приозерского района Ленинградской области.

## Название
В переводе с финского Няпинлахти означает бухта Щепотка.
Зимой 1948 года по решению исполкома Мюллюпельтовского сельсовета деревне Няпинлахти было присвоено наименование Синёво. Обоснование отсутствует.

## История
По переписи 1920 года в Няпинлахти проживали 85 человек.

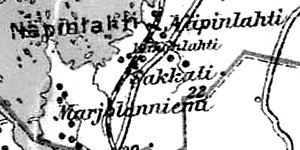
Деревня Няпинлахти на финской карте 1923 года

До 1939 года деревня Няпинлахти входила в состав Кякисалмского сельского округа Выборгской губернии Финляндской республики. В 1939 году её население составляло 92 человека, из них мужчин было — 39, женщин — 53.
До Зимней войны жители деревни занимались преимущественно сельским хозяйством. В деревне был кооперативный магазин.
С 1 января 1940 года — в составе Карело-Финской ССР.
С 1 августа 1941 года по 31 июля 1944 года финская оккупация.
С 1 ноября 1944 года, в составе Мюллюпельтовского сельсовета Кексгольмского района Ленинградской области.
С 1 октября 1948 года учитывается как посёлок Синёво в составе Коммунарского сельсовета Приозерского района. 
С 1 июня 1954 года, посёлок Синёво в составе Кротовского сельсовета. 
С 1 февраля 1963 года — в составе Выборгского района.
С 1 января 1965 года — вновь в составе Приозерского района. В 1965 году население посёлка составляло 270 человек. 
По данным 1966 года посёлок Синёво входил в состав Кротовского сельсовета.
По данным 1973 и 1990 годов посёлок Синёво входил в состав Ларионовского сельсовета.
В 1997 году в посёлке Синёво Ларионовской волости проживали 60 человек, в 2002 году — также 60 человек (русские — 87 %).
В 2007 году в посёлке Синёво Ларионовского СП проживали 63 человека, в 2010 году — 90 человек.

## География
Посёлок расположен в северной части района на автодороге 41К-185 (Комсомольское — Приозерск).
Расстояние до административного центра поселения — 8 км.
В посёлке расположена железнодорожная платформа Синёво Приозерского направления Октябрьской железной дороги.
Через посёлок протекает река Луговая.

## Демография
| 2007 | 2010 | 2017 |
| ---- | ---- | ---- |
| 63   | ↗90  | ↘89  |

## Фото

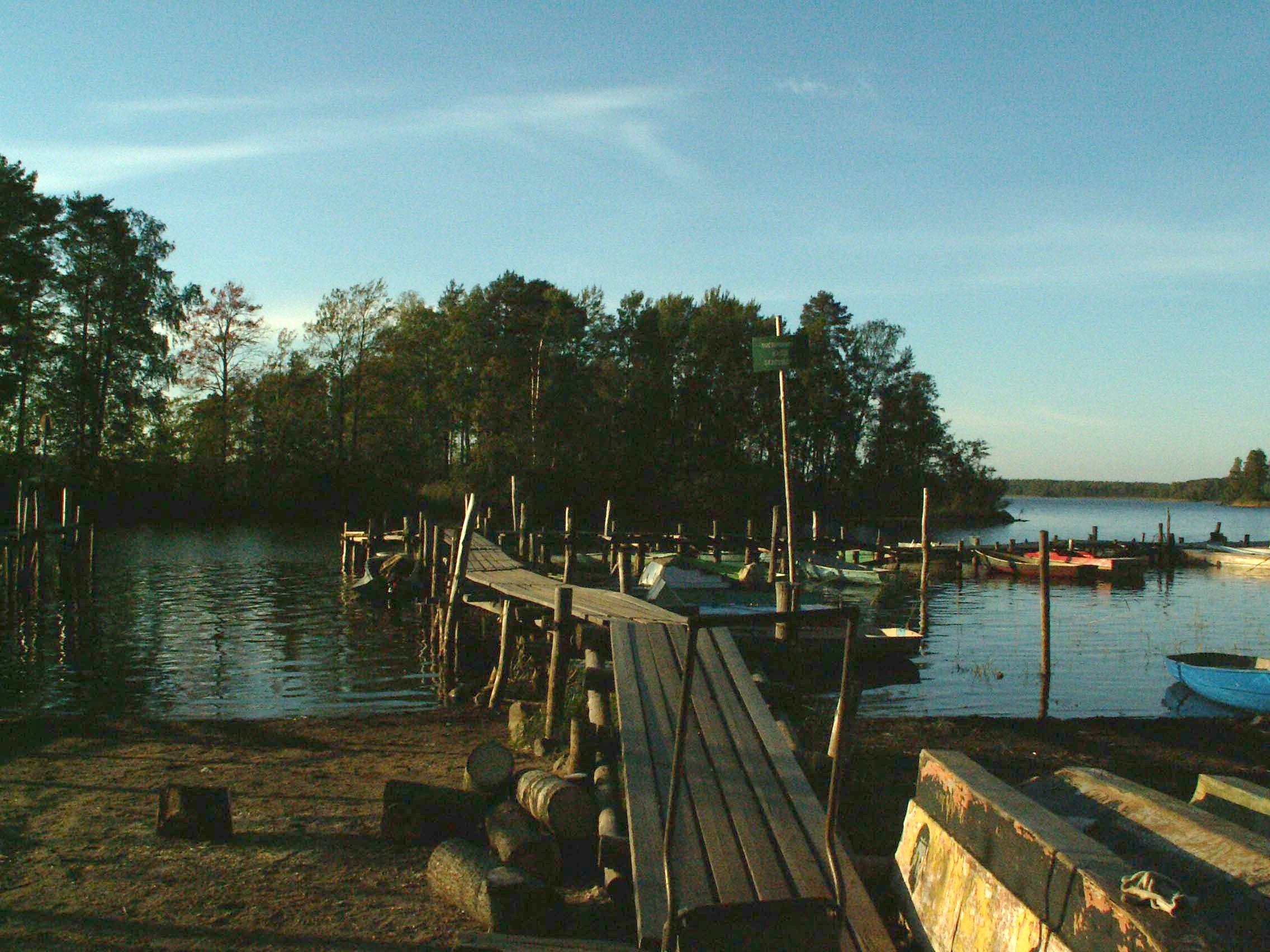
Синёво, причал на озере Вуокса. 2007 год
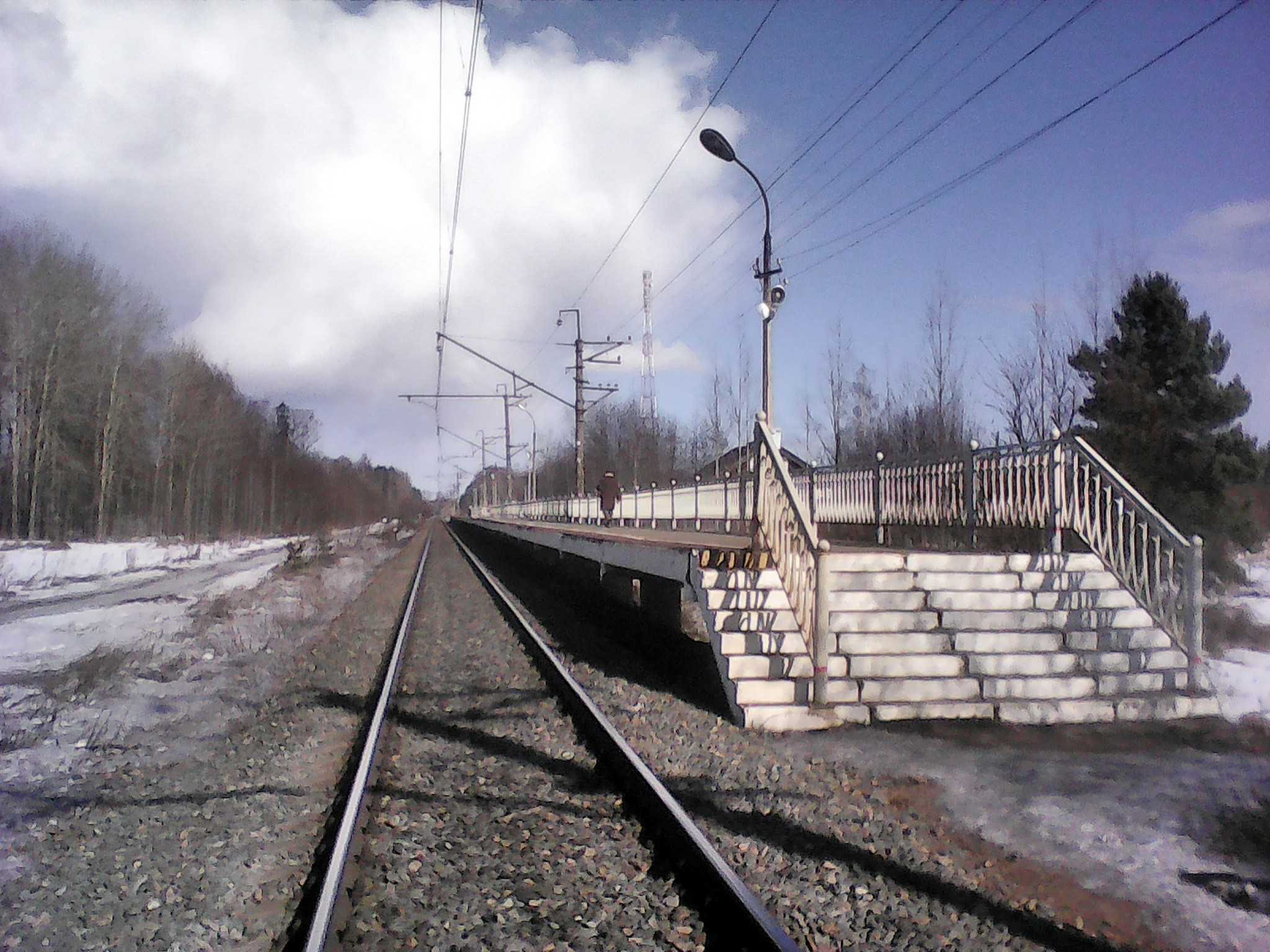
Платформа Синёво. 2016 год

## Улицы
Береговая, Грибной переулок, Заводская, Земляничная, Моховая, Причальная, Садовая, Черничная, Шоссейная.